# Balgetia semicirculifera
Balgetia semicirculifera är en plattmaskart som beskrevs av Karling in Luther 1962. Balgetia semicirculifera ingår i släktet Balgetia, och familjen Provorticidae. Arten är reproducerande i Sverige.